# Fukushima 50 (film)
Pour plus de détails, voir Fiche technique et Distribution.
Fukushima 50 (フクシマ フィフティ) est un film dramatique japonais réalisé par Setsurō Wakamatsu sorti en 2020, adapté d'un livre du journaliste Ryūshō Kadota (ja). Le titre du film fait référence au nom employé dans les médias pour désigner les cinquante employés qui sont restés en poste pour gérer l'accident de la centrale nucléaire de Fukushima Daiichi survenu à la suite du séisme de 2011 de la côte Pacifique du Tōhoku,,.

## Synopsis
Le 11 mars 2011, un séisme suivi d'un tsunami ravagent la région nord-est du Japon. La centrale nucléaire de Fukushima subit une coupure de courant qui provoque la défaillance des systèmes de refroidissement. Ce film raconte l'événement heure par heure, vu par les employés de la centrale, qui vont risquer leur vie pour empêcher la destruction des réacteurs et la contamination de la région.

## Fiche technique
- Titre original et français : Fukushima 50
- Réalisation : Setsurō Wakamatsu
- Scénario : Yōichi Maekawa (ja) d'après le livre On the Brink: The Inside Story of Fukushima Daiichi (死の淵を見た男 吉田昌郎と福島第一原発?) de Ryūshō Kadota (ja)
- Photographie : Shōji Ehara
- Montage : Chi-Leung Kwong (zh)
- Décors : Yukiharu Seshimo (ja)
- Musique : Tarō Iwashiro
- Société de production : Kadokawa Daiei Studio (ja)
- Société de distribution : Kadokawa
- Pays d'origine :  Japon
- Langue originale : japonais
- Format : couleur - 2,35:1
- Genres : drame ; film catastrophe
- Durée : 122 minutes[4]
- Dates de sortie :
  - Japon : 6 mars 2020[4]
  - France : 3 mars 2021 (VOD)

## Distribution
- Kōichi Satō (VF : Christophe Hespel) : Toshio Izaki
- Ken Watanabe : Masao Yoshida
- Hidetaka Yoshioka : Takumi Maeda
- Shōhei Hino : Hisao Omori
- Naoto Ogata : Nojiri
- Mitsuru Hirata : Shigeru Hirayama
- Riho Yoshioka : Haruka Izaki
- Takumi Saitō : Takizawa
- Masato Hagiwara : Kazuo Igawa
- Yasuko Tomita : Tomiko Izaki
- Shirō Sano (ja) : le Premier Ministre Naoto Kan
- Yuri Nakamura (ja) : Kana Maeda
- Hisahiro Ogura (ja) : Kota Yano
- Akio Kaneda (ja)
- Yasuyuki Maekawa (ja)
- Eisuke Sasai (ja) : Hideki Onodera
- Dankan
- Yasunori Danda (ja)
- Shigeru Izumiya (ja) : Matsunaga
- Masane Tsukayama : Keizo Izaki